# Pseudotragocephala
Pseudotragocephala is een kevergeslacht uit de familie van de boktorren (Cerambycidae). De wetenschappelijke naam van het geslacht werd voor het eerst geldig gepubliceerd in 1934 door Breuning.

## Soorten
Pseudotragocephala is monotypisch en omvat slechts de volgende soort:
- Pseudotragocephala nigropicta (Fairmaire, 1893)